# Бадді Кетлетт
Ба́дді Ке́тлетт (англ. Buddy Catlett), справжнє ім'я Джордж Джеймс Ке́тлетт (англ. George James Catlett; 13 травня 1933, Лонг-Біч, Каліфорнія — 12 листопада 2014, Сієтл, Вашингтон) — американський джазовий контрабасист.

## Біографія
Народився 13 травня 1933 року в Лонг-Біч, Каліфорнія. Навчався грати на саксофоні та кларнеті Сієтлі, Вашингтон; потім на контрабасі. Грав на саксофоні в гурті Бампса Блеквелла, до складу якого тоді входидили Квінсі Джонс, Ернестін Андерсон і Рей Чарльз у 1947—51 роках. Потім контрабас став його основним інструментом; грав з Горасом Гендерсоном (1956—57), Джонні Смітом (1958—59), Келом Чейдером (1959).
Гастролював в Європі з Квінсі Джонсом у 1959—60 роках; грав з Джуніором Менсом, Чіко Гемільтоном, Бенні Бейлі, Джонні Гріффіном-Едді «Локджо» Девісом (1960); Кертісом Фуллером, Філом Вудсом (1961), Каунтом Бейсі (1961—64), Френком Вессом, Френком Фостером (1963), Мейнардом Фергюсоном (1964—65), Луї Армстронгом (1965—69), Коулменом Гокінсом (1966), Роєм Елдриджом, Роландом Ганною, Тайлером Гленном (1969—70).
У 1978 році після декількох років проведених в Нью-Йорку, повернувся до Сієтла; де він грав на контрабасі та саксофоні у місцевих гуртах.
Помер 2 листопада 2016 році в Сієтлі у віці 81 року.